# Kraljevo
Kraljevo (in serbo Краљево?, Kraljevo) è una città e una municipalità del distretto di Raška al centro della Serbia Centrale.

## Toponimo
La città era in passato nota come Rudo Polje (Рудо Поље), Karanovac (Карановац) e Rankovićevo (Ранковићево). Il nome attuale, che significa "città del re", glielo diede il re Milan Obrenović IV di Serbia in onore della propria incoronazione e dei sei re serbi che erano stati incoronati in quella zona.  Il moderno stemma della città presenta sette corone che simboleggiano i sette re.

## Geografia
Sorge sulle rive del fiume Ibar, 7 km ad ovest della confluenza di questi con la Grande Morava, all'interno di una grande valle tra i monti Kotlenik, a nord, e le monti Stolovi a sud.

## Storia
Nel 1999 la città venne bombardata dagli aerei NATO.

## Sport

### Pallacanestro
La squadra principale della città è il KK Sloga Kraljevo, che si contende il primato cittadino con il KK Mašinac Kraljevo.

### Football americano
A Kraljevo hanno sede i Kraljevo Royal Crowns, vincitori di una Balkan American Football League.